# João Coelho
João Coelho  (Província do Minho, ? — ilha Terceira, Açores, ?) foi um moço fidalgo da Casa do rei D. João III e dos primeiros povoadores da ilha Terceira, onde fez parte da primeira câmara organizada por Jácome de Bruges.

## Biografia
Descendem da geração dos Coelhos que existiam no reino de Portugal com nobreza, como é tradição constante, e se vê das cartas de brasão de armas.
Dois ramos desta família passaram à ilha Terceira no início do povoamento dos Açores -  João Coelho e Luis Afonso Coelho.
O donatário Jácome de Bruges fez doação de varias terras aos seus senadores. João Coelho escolheu a sua data (ou dada) no Porto Judeu, desde o Vale até ao varadouro dos barcos, avançando acima das Ladeiras.
João Coelho casou em Guimarães com Catarina Rodrigues da Costa (a Coelha), que passou também à ilha Terceira, pelos anos de 1456, já depois de seu marido se ter instalado no Porto Judeu. Deste casamento nasceram:
1 - Salvador Coelho, que foi casado com D. Catarina Martins.
2 - Baltazar Coelho, que casou duas vezes, a primeira com D. Ana Cabeceiras e a segunda com D. Violame de Valadão.
3 - Gaspar Coelho casado com Violante Nunes.
4 - António Coelho, casado em Angra do Heroísmo com F. Mourato.
5 - Fernão Coelho, que faleceu ainda criança.
6 - Bartolomeu Coelho, casado no Belo Jardim, Praia da Vitória com Inês da Ponte.
7 - Francisco Coelho, casou com Maria de Barros.
8 - Margarida Coelho casada também no Belo Jardim, Praia da Vitória com Diogo da Ponte.
9 - Nicolau Coelho.